# Hamaland
Hamaland var et grevskab i provinserne Gelderland og  Limburg i den østlige del af nutidens Holland. Hamalands storhedstid var fra år 800 frem til 1050'erne.
Greverne af Hamaland havde store besiddelser i nutidens Tyskland. Især i Münsterland, der grænser op til Hamaland, men også længere syd på, muligvis ved det senere hertugdømme Nassau.  
I 1040'erne opstod Grevskabet Zutphen i den nordlige del af Hamaland. Efter 1130 kom Zutphen i personalunion med Hertugdømmet Geldern. 